# جو دوارتي
جو دوارتي (بالإنجليزية: Joe Duarte) هو فنان قتال مختلط أمريكي، ولد في 4 أغسطس 1983 في ديديدو في الولايات المتحدة.

## وصلات خارجية
- جو دوارتي على موقع بيلاتور (الإنجليزية)
- جو دوارتي على موقع شيردوغ (الإنجليزية)
- جو دوارتي على موقع IMDb (الإنجليزية)